# Aphrodisium niisatoi
Aphrodisium niisatoi är en skalbaggsart som beskrevs av Antonio Vives och Bentanachs 2007. Aphrodisium niisatoi ingår i släktet Aphrodisium och familjen långhorningar. Inga underarter finns listade i Catalogue of Life.